# Werner Nydegger

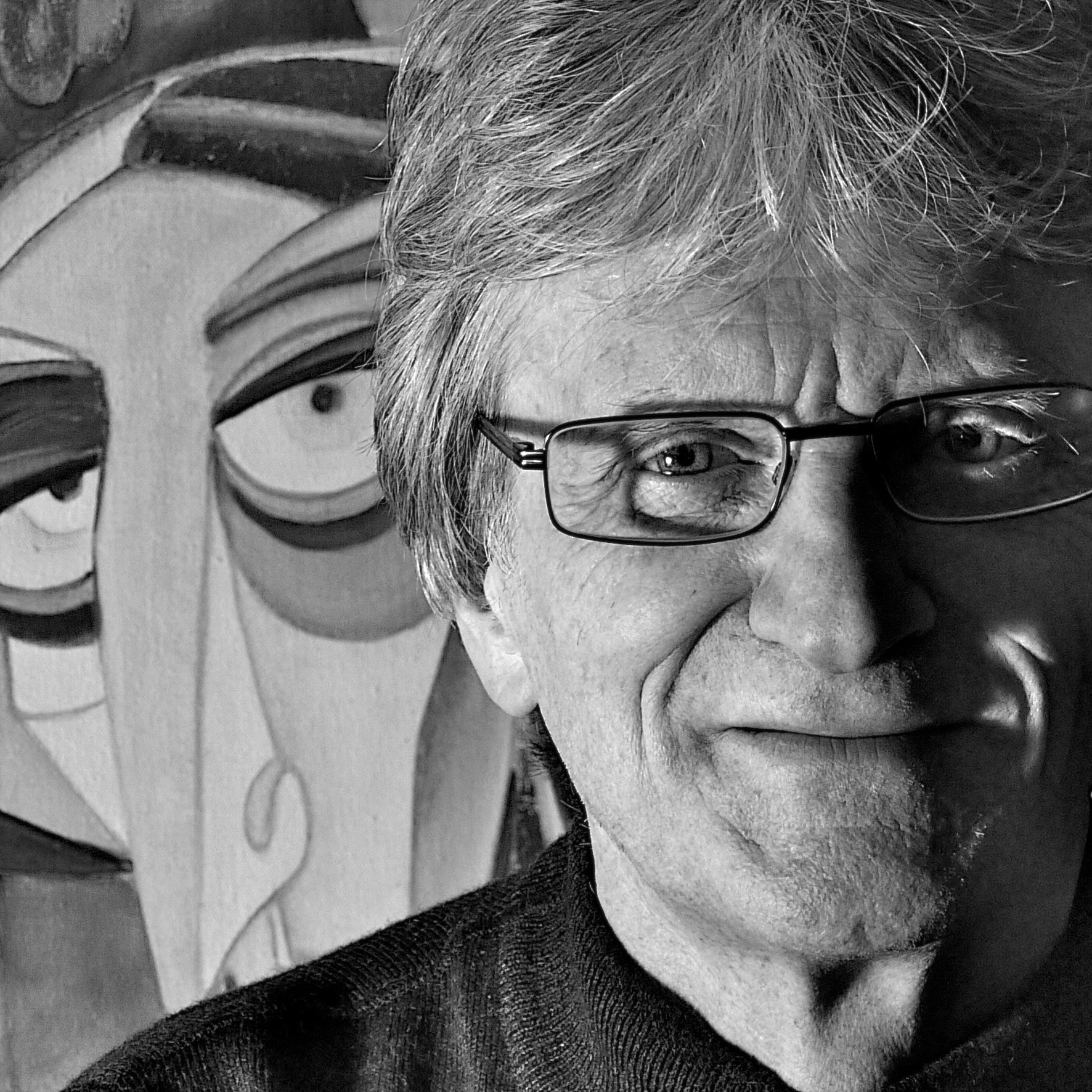
Werner Nydegger (2013)

Werner Nydegger ([ˈniˌdɛkər]; * 18. November 1945 in Zürich) ist ein Schweizer Cartoonist, Grafiker, Illustrator, Maler, Restaurator, Plastiker, Designer und Autor. Mit der Bezeichnung «Künstler» identifiziert er sich aber nicht, er sieht sich viel mehr als «Kunst-Werker», welcher möglichst viele Techniken und Materialien kennenlernen und perfektionieren möchte, was seine Vielseitigkeit erklärt.

## Leben
Werner Nydegger lebt seit 1950 in Olten, wo er bis heute arbeitet.
Während seiner fünfjährigen Ausbildung in der Grafikfachklasse der Kunstgewerbeschule Basel erhielt er seine ersten Aufträge. Nach dem Militärdienst und einem kurzen Sprachaufenthalt in England eröffnete Werner Nydegger im Alter von 23 Jahren sein Atelier für Grafik, Werbung, PR und Produktegestaltung in Olten. Bald verlagerte er seinen Schwerpunkt auf Illustrationen, Cartoons und Karikaturen, welchen er während 35 Jahren intensiv verfolgte.
Als Autodidakt eignete er sich aus diversen Berufen handwerkliches Wissen an, welches er jeweils nutzte, um kreativ damit zu arbeiten. So entstanden viele Kunstobjekte, Zeichnungen, Bilder, Möbel und Gebrauchsgegenstände. Als Bewunderer guter Handwerksarbeiten und Sammler von Antiquitäten fand er nicht nur in kulturübergreifenden antiken Objekten Motivation und Inspiration, sondern auch in dem in seinen Augen perfekten Design aus der Pflanzen- und Tierwelt.
Atelier und Wohnraum bildeten sein ganzes Leben eine Einheit und so gibt es für ihn keine Grenze zwischen seinem privaten und beruflichen Leben, weder räumlich noch zeitlich.

## Arbeit

### Grafik, Werbung, Design
In den Anfängen seiner beruflichen Selbständigkeit realisierte Werner Nydegger zahlreiche Firmen- und Produkteprospekte, plante und gestaltete Messestände, Plakate, Inserate und Corporate Identities für Firmen. Auf Kundenwunsch begann er sich auch dem Thema Industrie- und Produktdesign zuzuwenden und fertigte Skizzen und Modelle für Kinderwagen, Laufkräne, Feuerwehrautos und Verschalungen für Kompressoren. In diese Zeit fiel auch der erste Auftrag eines Wimmelbildes für eine schweizerische Versicherungsgesellschaft.
Er entwarf für Franz Bachmanns Openair Kino Luna AG um die 30 Kinoplakate sowie für Swiss Musictour LP-Covers und Konzertplakate u. a. für Billy Cobham, Gianna Nannini, Konstantin Wecker und Abdullah Ibrahim.

### Cartoons, Karikaturen, Illustrationen
In den Jahren 1969 bis 2004 entstanden rund 2000 Cartoons, Karikaturen und Illustrationen. Seinen ersten Cartoon veröffentlichte die Weltwoche 1971 und in den folgenden 35 Jahren erschienen seine Zeichnungen in vielen Zeitungen und Zeitschriften im In- und Ausland wie Weltwoche, Bilanz, Schweizer Illustrierte, Stern, Der Spiegel und Playboy. Über die beiden Agenturen Bulls Press in Schweden und Camera Press in London wurden seine Arbeiten in über 21 Ländern publiziert. Es entstanden zudem über 70 aufwendige Wimmelbilder (70 × 50 cm), welche in Form von Postern und teils auch als Puzzles auf den Markt kamen.
Einen Teil der bis dahin veröffentlichten Zeichnungen veröffentlichte er erstmals 1978 in seinem Cartoon-Buch Auslese, welches zum Bestseller wurde.
Im LNN Magazin und Zeit Magazin erschienen in Zusammenarbeit mit Peter Baumann ganzseitige Geschichten zur Weltgeschichte woraus 1979 und 1980 wiederum zwei Bücher entstanden: Das Neuste von Gestern, Ein Comical der Weltgeschichte von Werner Nydegger und Peter Baumann, Band 1 und 2.
Im Jahr 1981 erschien ein weiteres Cartoon-Buch «Tschuldigung» und 1985 das Buch «Nett Sie zu sehen» mit den besten Cartoons des ersten Buches «Auslese».
Im selben Jahr entstand das Buch Phantasia in Zusammenarbeit mit dem Schweizer Journalisten, Texter und Filmemacher Pino Aschwanden.

### Dreidimensionale Cartoons
Werner Nydegger ging ab 1996 dazu über, seine Ideen für Karikaturen dreidimensional darzustellen. Dabei bediente er sich verschiedenster Materialien wie Metalle, Holz, Gips, Stoff und Kunststoffe, um seine Cartoon-Ideen in einer neuen Form umzusetzen. Es entstanden eine Vielzahl an kleineren Objekten und lebensgrosse Karikatur-Figuren.

### Porträts
In den Jahren 1971 bis 1973 entstanden Portraits und Karikaturen von diversen Musikern unter anderem für die Musikzeitschrift Music Scene. Er zeichnete dabei Musiker wie Frank Zappa, Klaus Doldinger, Jan Hammer, Pink Floyd und Donovan vor den Konzerten in deren Garderoben oder beim Nachtessen.

### Möbel, Leuchten, Innenarchitektur
Ab 1997 begann Werner Nydegger einzelne Elemente seiner dreidimensionalen Cartoons mit Möbelstücken zu kombinieren. Er widmete sich fortan dem Möbeldesign und entwarf und realisierte zahlreiche Stühle, Hocker, Tische, Schränke, Sideboards und Lichtskulpturen. 2003 erhielt er den Auftrag für die Innenarchitektur und Kompletteinrichtung eines grösseren Gebäudekomplexes mit Wohnung, Grossraumbüros, Ausstellungsräumen, Bar und Home Cinema. Dabei entstand eine Einheit, in welcher jedes Möbelstück bis zu den Türschildern und Türgriffen aus seinen Skizzen und Plänen gefertigt wurden.
Ab 2004 renovierte er eine baufällige Schreinerei in Olten, welche er in ein Atelier und Wohnhaus mit Ausstellungsräumen verwandelte, in dem er nach wie vor wohnt und arbeitet.

### Bilder
Nydegger hat beim Malen viele Techniken ausprobiert und weiterentwickelt. Seine typische Linienführung ist stets deutlich erkennbar. Es entstanden sowohl Öl- und Acrylbilder wie auch Aquarelle, Zeichnungen, Farbstift, Airbrush Bilder und Werke mit diversen Materialien. Nach der intensiven Auseinandersetzung mit der chinesischen und japanischen Kalligrafie entstand die Serie Tuschspuren (Tuschezeichnungen auf Japanpapier). Durch den Auftrag für eine Plakatgestaltung für die Oltner Tanztage entstand nach einer intensiven Auseinandersetzung mit dem Thema «Tanz» die umfangreiche Bilderserie Tanz-Kunst.

### Skulpturen, Gross-Skulpturen, Kunst am Bau
Werner Nydegger schuf viele kleine bis mittelgrosse Skulpturen aus Gips und glasfaserverstärktem Epoxydharz.
Einer ersten Grossskulptur aus Stahl im Jahre 2002 folgten mehrere Installationen im öffentlichen Raum. Für das Textilunternehmen Heimbach Switzerland AG (damals Munzinger AG) in Olten entwarf Nydegger ein schlängelndes Band, das sich scheinbar endlos über die Fassade des Gebäudekomplexes windend, im einen Teil des Gebäudes verschwindet, an anderer Stelle wieder auftaucht und sich wellenartig über das Flachdach schlängelt. Das Band wirkt, als wäre es aus weichem Filzstoff geschnitten, ist jedoch aus glasfaserverstärktem Polyester gefertigt.
Weitere Kunstwerke im öffentlichen Raum sind die Grossskulptur Aare-Festung-Tunnel in der Bahnhofstrasse in Aarburg (2007, Chromstahl) und die Edelstahl-Logo-Skulptur 4f für das Feintool-Stammhaus in Lyss (2009). Die Einweihung einer weiteren Grossskulptur Lyss Monopoli (Monopoli: Schwesterstadt von Lyss) erfolgte aus Anlass des 1000-Jahr-Jubiläums der Stadt Lyss und dem 50-Jahr-Jubiläum der Firma Feintool (heute Feintool International Holding AG) im August 2009 beim Bahnhof in Lyss.
2013 verstarb ein Wegbegleiter und einer seiner bedeutendsten Auftraggeber. Nydegger schuf eine Grabskulptur, welche auf dem Friedhof von Twann zu sehen ist.
Im Jahr 2015 begann er eine seiner älteren Skulpturen Der Kopf: Denken heisst hinterfragen als Grossskulptur zu realisieren. Es entstand eine 6,2 m grosse Plastik aus Aluminium, Stahl und glasfaserverstärktem Epoxydharz, welche entweder vor seinem Atelier oder jeweils bei grösseren Ausstellungen zu sehen ist.

### Preis-Skulpturen
Nachdem Werner Nydegger im Auftrag der Oltner Kabarett-Tage den Kabarett-Preis Cornichon 1992 für Hanns Dieter Hüsch und 2009 für Urban Priol gestaltete, erhielt er den Auftrag für einen dauerhafte Preis-Skulptur, welche ab 2009 jeweils den jährlichen Preisträgern überreicht wird.
Werner Nydegger gestaltete auch den Nachwuchs-Förderpreis Sprungfeder. 2017 entstand in Olten der Quai Cornichon für das Oltner Festival. Es handelt sich dabei um eine Tafelwand, welche alle bisherigen Preisträger seit der Gründung des Kabarett-Preises 1988 vorstellt. Dafür hat Werner Nydegger sowohl die Tafelwand gezeichnet und geplant wie auch von jedem Preisträger ein Profilbild angefertigt und in eine Chromstahltafel lasern lassen. Jährlich wird eine neue Tafel des Preisträgers enthüllt.

### Bekleidung / Schmuck
Werner Nydegger entwarf eine Kleider-Kollektion. Seine Kleidung soll vor allem zweckmässig und bequem sein, sollte sich sowohl zum arbeiten wie auch für festliche Anlässe eignen und muss kombinierbar sein. Seine Kleidung ist aus strapazierfähigen, pflegeleichten und ästhetischen Stoffen gefertigt und sie zeichnet sich durch Schlichtheit und einen einheitlichen Schnitt aus. Weder findet man daran Reissverschlüsse, Knöpfe oder unnötige Verzierungen.
Obwohl Werner Nydegger nie Wert auf Schmuck gelegt hat, entwarf und fertigte er in seiner Laufbahn aus Interesse am Handwerk und den Materialien diverse Schmuckstücke.

### Kleinobjekte
Nydegger nutzte viele Handwerkstechniken um bestehende Objekte zu verändern oder Neues zu erschaffen. Zudem trieb sein Perfektionismus ihn jeweils dazu an, bestehende Objekte in Form und Funktion zu verbessern. So entstanden im Laufe der Jahre viele Gegenstände aus verschiedensten Materialien, Gebrauchs- und Kunstgegenstände in einem, wie Vasen, Schalen, Teller, Messerbänke, Dosen, Kerzenständer, Tablarträger, Türgriffe u. a.
Diese Objekte gelangten kaum jemals in den Verkauf und entstanden nie mit dem Ziel, sie serienmässig zu vermarkten. Er ist hauptsächlich stets daran interessiert, neues zu erlernen, Ideen zu verwirklichen und sein Können zu perfektionieren.

### Fotografie
Werner Nydegger schuf ein umfangreiches fotografisches Werk. Werner Nydeggers Handschrift ist sowohl in seinen Skulpturen, Möbeln, Leuchten und auch in seinen Cartoons und Zeichnungen zu erkennen und zeigt sich in den stets wiederkehrenden, eleganten und doch spannungsgeladenen Formen und Strichen.

### Stil
Werner Nydegger bewegt sich in vielen verschiedenen Bereichen und ist deshalb schwer einzuordnen. Seine Handschrift ist allerdings anhand seiner wiederkehrenden, eleganten und doch spannungsgeladenen Formen und Strichen sowohl in seinen Skulpturen, Möbeln, Leuchten und auch Cartoons zu erkennen.

## Bücher
2014 begann Werner Nydegger absurde gesellschaftliche Situationen und Geschichten, welche ihm bisher meist als Inspiration für seine Cartoons dienten, literarisch darzustellen. Dabei entstanden um die fünfzig Kurzgeschichten sowie ein 250-seitiger Satire-Roman Leben oder Jenseits.

## Öffentlich zugängliche Werke
- Magden, Restaurant Pöstli: Brunnenskulptur St. Magdalena (1989)
- Oftringen, Wegweiserkreuzung: Kreiselplastik (Chromstahl, 2002)
- Olten, Heimbach Schweiz AG, Kunst am Bau Filzbahnen (Polyester, 2005)
- Aarburg, Bahnhofplatz: Aare-Festung-Tunnel (Chromstahl, 2007)
- Lyss, Feintool Hauptsitz: Gross-Skulptur Feintool 4F (Chromstahl, 2009)
- Lyss, Monopoliplatz: Gross-Skulptur Lyss-Monopoly (Chromstahl, 2009)
- Olten, Aarequai Quai Cornichon, Porträttafeln aller bisherigen Preisträger des Prix Cornichon (seit 2012)
- Olten, Ringstrasse: Grossskulptur Cornisch jeweils während der Kabaretttage ausgestellt. (2013)
- Olten, Seidenhofweg: Grossskulptur Der Denker – Denken heisst hinterfragen (2017)

## Preise
- 1978 Werkpreis des Kantons Solothurn
- 2013 Kunstpreis der Stadt Olten

## Veröffentlichungen
- Auslese. Cartoons und Karikaturen, Mit einem Vorwort von Peter Baumann, Edition C 1978, ISBN 3-85591-010-3
- Werner Nydegger und Peter Baumann, Das Neueste von gestern. Ein Comical der Weltgeschichte, Edition C 1980, ISBN 3-85591-021-9
- Werner Nydegger und Peter Baumann, Das Neuste von gestern. Band 2, Edition C 1980, ISBN 3-85591-002-2
- Nett, Sie zu sehen, Lappan 1985, ISBN 3-85591-025-1
- 'Tschuldigung, Mit einem Vorwort von Gabriel Laub, Edition C 1987, ISBN 3-85591-009-X
- Werner Nydegger und Pino Aschwanden, Phantasia, Edition C 1988, ISBN 3-85591-026-X